# دائرة برحال
دائرة برحال إحدى دوائر  ولاية عنابة الجزائرية .  عاصمتها هي برحال  وتضم بلديات  : 
- برحال
- وادي العنب
- تريعات